# Emilio Carlos Berlie Belaunzarán
Emilio Carlos Berlie Belaunzarán (* 4. November 1939 in Aguascalientes, Mexiko) ist ein römisch-katholischer Geistlicher und emeritierter Erzbischof von Yucatán.

## Leben
Papst Paul VI. weihte ihn am 3. Juli 1966 zum Priester.
Papst Johannes Paul II. ernannte ihn am 3. Juni 1983 zum Bischof von Tijuana. Der Apostolische Nuntius in Mexiko, Girolamo Prigione, spendete ihm am 25. Juli desselben Jahres die Bischofsweihe; Mitkonsekratoren waren Salvador Quezada Limón, Bischof von Aguascalientes, und Juan Jesús Posadas Ocampo, Bischof von Cuernavaca.
Am 15. März 1995 wurde er zum Erzbischof von Yucatán ernannt und am 29. April desselben Jahres in das Amt eingeführt.
2013 wurde er durch Papst Benedikt XVI. zum Mitglied der Päpstlichen Kommission für Lateinamerika berufen.
Papst Franziskus nahm am 1. Juni 2015 seinen altersbedingten Rücktritt an.